# Zwartvlekspitskopmot
De zwartvlekspitskopmot (Ypsolopha vittella) is een vlinder uit de familie spitskopmotten (Ypsolophidae). De wetenschappelijke naam is gepubliceerd in 1758 door Linnaeus in de tiende editie van Systema naturae. 

De soort komt voor in Europa.